# Максимуммер
Максимуммер (англ. Maximummer, нем. Längstzüger) — вид сказочной шахматной композиции.
Задача, где чёрные обязаны делать геометрически самые длинные ходы (дистанция измеряется между центрами полей). В случае, когда существует несколько ходов одинаковой максимальной длины, чёрные имеют право выбора любого из них. Если условие определено для обеих сторон, такая разновидность называется «двойной максимуммер» (double maximummer).
Максимуммер был предложен одним из основоположников сказочных шахмат Томасом Доусоном в 1913 году. Впоследствии значительный вклад в его развитие внёс Вольфганг Паули.
Максимуммер как дополнительное условие чаще всего встречается в задачах на обратный мат, так как в них требуются форсированные ходы чёрных.

## Исчисление длины хода
1. Длина хода на одно поле по горизонтали или вертикали равна единице.
2. Длина хода на одно поле по диагонали равна 1,41 {\displaystyle ({\sqrt {1^{2}+1^{2}}}\approx 1{,}41)}
3. Длина хода коня равна 2,24 {\displaystyle ({\sqrt {1^{2}+2^{2}}}\approx 2{,}24)}
4. Длина короткой рокировки равна 2 + 2 = 4 (по два хода короля и ладьи).
5. Длинная рокировка: 2 + 3 = 5 (два хода короля и три хода ладьи).

Например: ход ферзём a1 — f6, равный 5 × 1,41 = 7,05, длиннее хода a1 — a8, равного 7.

## Задачи
|   | a | b | c | d | e | f | g | h |   |
| - | --- | --- | --- | --- | --- | --- | --- | --- | - |
| 8 | f8 белый конь · h8 белая ладья · e7 чёрный король · h7 белая пешка · f6 чёрная пешка · g6 белый слон · f5 белый король · h5 чёрная пешка · b4 чёрная ладья · f4 белая пешка · a3 белый слон · c3 чёрная пешка · d3 белый ферзь · e2 чёрная пешка · d1 белая ладья · g1 белый конь | f8 белый конь · h8 белая ладья · e7 чёрный король · h7 белая пешка · f6 чёрная пешка · g6 белый слон · f5 белый король · h5 чёрная пешка · b4 чёрная ладья · f4 белая пешка · a3 белый слон · c3 чёрная пешка · d3 белый ферзь · e2 чёрная пешка · d1 белая ладья · g1 белый конь | f8 белый конь · h8 белая ладья · e7 чёрный король · h7 белая пешка · f6 чёрная пешка · g6 белый слон · f5 белый король · h5 чёрная пешка · b4 чёрная ладья · f4 белая пешка · a3 белый слон · c3 чёрная пешка · d3 белый ферзь · e2 чёрная пешка · d1 белая ладья · g1 белый конь | f8 белый конь · h8 белая ладья · e7 чёрный король · h7 белая пешка · f6 чёрная пешка · g6 белый слон · f5 белый король · h5 чёрная пешка · b4 чёрная ладья · f4 белая пешка · a3 белый слон · c3 чёрная пешка · d3 белый ферзь · e2 чёрная пешка · d1 белая ладья · g1 белый конь | f8 белый конь · h8 белая ладья · e7 чёрный король · h7 белая пешка · f6 чёрная пешка · g6 белый слон · f5 белый король · h5 чёрная пешка · b4 чёрная ладья · f4 белая пешка · a3 белый слон · c3 чёрная пешка · d3 белый ферзь · e2 чёрная пешка · d1 белая ладья · g1 белый конь | f8 белый конь · h8 белая ладья · e7 чёрный король · h7 белая пешка · f6 чёрная пешка · g6 белый слон · f5 белый король · h5 чёрная пешка · b4 чёрная ладья · f4 белая пешка · a3 белый слон · c3 чёрная пешка · d3 белый ферзь · e2 чёрная пешка · d1 белая ладья · g1 белый конь | f8 белый конь · h8 белая ладья · e7 чёрный король · h7 белая пешка · f6 чёрная пешка · g6 белый слон · f5 белый король · h5 чёрная пешка · b4 чёрная ладья · f4 белая пешка · a3 белый слон · c3 чёрная пешка · d3 белый ферзь · e2 чёрная пешка · d1 белая ладья · g1 белый конь | f8 белый конь · h8 белая ладья · e7 чёрный король · h7 белая пешка · f6 чёрная пешка · g6 белый слон · f5 белый король · h5 чёрная пешка · b4 чёрная ладья · f4 белая пешка · a3 белый слон · c3 чёрная пешка · d3 белый ферзь · e2 чёрная пешка · d1 белая ладья · g1 белый конь | 8 |
| 7 | f8 белый конь · h8 белая ладья · e7 чёрный король · h7 белая пешка · f6 чёрная пешка · g6 белый слон · f5 белый король · h5 чёрная пешка · b4 чёрная ладья · f4 белая пешка · a3 белый слон · c3 чёрная пешка · d3 белый ферзь · e2 чёрная пешка · d1 белая ладья · g1 белый конь | f8 белый конь · h8 белая ладья · e7 чёрный король · h7 белая пешка · f6 чёрная пешка · g6 белый слон · f5 белый король · h5 чёрная пешка · b4 чёрная ладья · f4 белая пешка · a3 белый слон · c3 чёрная пешка · d3 белый ферзь · e2 чёрная пешка · d1 белая ладья · g1 белый конь | f8 белый конь · h8 белая ладья · e7 чёрный король · h7 белая пешка · f6 чёрная пешка · g6 белый слон · f5 белый король · h5 чёрная пешка · b4 чёрная ладья · f4 белая пешка · a3 белый слон · c3 чёрная пешка · d3 белый ферзь · e2 чёрная пешка · d1 белая ладья · g1 белый конь | f8 белый конь · h8 белая ладья · e7 чёрный король · h7 белая пешка · f6 чёрная пешка · g6 белый слон · f5 белый король · h5 чёрная пешка · b4 чёрная ладья · f4 белая пешка · a3 белый слон · c3 чёрная пешка · d3 белый ферзь · e2 чёрная пешка · d1 белая ладья · g1 белый конь | f8 белый конь · h8 белая ладья · e7 чёрный король · h7 белая пешка · f6 чёрная пешка · g6 белый слон · f5 белый король · h5 чёрная пешка · b4 чёрная ладья · f4 белая пешка · a3 белый слон · c3 чёрная пешка · d3 белый ферзь · e2 чёрная пешка · d1 белая ладья · g1 белый конь | f8 белый конь · h8 белая ладья · e7 чёрный король · h7 белая пешка · f6 чёрная пешка · g6 белый слон · f5 белый король · h5 чёрная пешка · b4 чёрная ладья · f4 белая пешка · a3 белый слон · c3 чёрная пешка · d3 белый ферзь · e2 чёрная пешка · d1 белая ладья · g1 белый конь | f8 белый конь · h8 белая ладья · e7 чёрный король · h7 белая пешка · f6 чёрная пешка · g6 белый слон · f5 белый король · h5 чёрная пешка · b4 чёрная ладья · f4 белая пешка · a3 белый слон · c3 чёрная пешка · d3 белый ферзь · e2 чёрная пешка · d1 белая ладья · g1 белый конь | f8 белый конь · h8 белая ладья · e7 чёрный король · h7 белая пешка · f6 чёрная пешка · g6 белый слон · f5 белый король · h5 чёрная пешка · b4 чёрная ладья · f4 белая пешка · a3 белый слон · c3 чёрная пешка · d3 белый ферзь · e2 чёрная пешка · d1 белая ладья · g1 белый конь | 7 |
| 6 | f8 белый конь · h8 белая ладья · e7 чёрный король · h7 белая пешка · f6 чёрная пешка · g6 белый слон · f5 белый король · h5 чёрная пешка · b4 чёрная ладья · f4 белая пешка · a3 белый слон · c3 чёрная пешка · d3 белый ферзь · e2 чёрная пешка · d1 белая ладья · g1 белый конь | f8 белый конь · h8 белая ладья · e7 чёрный король · h7 белая пешка · f6 чёрная пешка · g6 белый слон · f5 белый король · h5 чёрная пешка · b4 чёрная ладья · f4 белая пешка · a3 белый слон · c3 чёрная пешка · d3 белый ферзь · e2 чёрная пешка · d1 белая ладья · g1 белый конь | f8 белый конь · h8 белая ладья · e7 чёрный король · h7 белая пешка · f6 чёрная пешка · g6 белый слон · f5 белый король · h5 чёрная пешка · b4 чёрная ладья · f4 белая пешка · a3 белый слон · c3 чёрная пешка · d3 белый ферзь · e2 чёрная пешка · d1 белая ладья · g1 белый конь | f8 белый конь · h8 белая ладья · e7 чёрный король · h7 белая пешка · f6 чёрная пешка · g6 белый слон · f5 белый король · h5 чёрная пешка · b4 чёрная ладья · f4 белая пешка · a3 белый слон · c3 чёрная пешка · d3 белый ферзь · e2 чёрная пешка · d1 белая ладья · g1 белый конь | f8 белый конь · h8 белая ладья · e7 чёрный король · h7 белая пешка · f6 чёрная пешка · g6 белый слон · f5 белый король · h5 чёрная пешка · b4 чёрная ладья · f4 белая пешка · a3 белый слон · c3 чёрная пешка · d3 белый ферзь · e2 чёрная пешка · d1 белая ладья · g1 белый конь | f8 белый конь · h8 белая ладья · e7 чёрный король · h7 белая пешка · f6 чёрная пешка · g6 белый слон · f5 белый король · h5 чёрная пешка · b4 чёрная ладья · f4 белая пешка · a3 белый слон · c3 чёрная пешка · d3 белый ферзь · e2 чёрная пешка · d1 белая ладья · g1 белый конь | f8 белый конь · h8 белая ладья · e7 чёрный король · h7 белая пешка · f6 чёрная пешка · g6 белый слон · f5 белый король · h5 чёрная пешка · b4 чёрная ладья · f4 белая пешка · a3 белый слон · c3 чёрная пешка · d3 белый ферзь · e2 чёрная пешка · d1 белая ладья · g1 белый конь | f8 белый конь · h8 белая ладья · e7 чёрный король · h7 белая пешка · f6 чёрная пешка · g6 белый слон · f5 белый король · h5 чёрная пешка · b4 чёрная ладья · f4 белая пешка · a3 белый слон · c3 чёрная пешка · d3 белый ферзь · e2 чёрная пешка · d1 белая ладья · g1 белый конь | 6 |
| 5 | f8 белый конь · h8 белая ладья · e7 чёрный король · h7 белая пешка · f6 чёрная пешка · g6 белый слон · f5 белый король · h5 чёрная пешка · b4 чёрная ладья · f4 белая пешка · a3 белый слон · c3 чёрная пешка · d3 белый ферзь · e2 чёрная пешка · d1 белая ладья · g1 белый конь | f8 белый конь · h8 белая ладья · e7 чёрный король · h7 белая пешка · f6 чёрная пешка · g6 белый слон · f5 белый король · h5 чёрная пешка · b4 чёрная ладья · f4 белая пешка · a3 белый слон · c3 чёрная пешка · d3 белый ферзь · e2 чёрная пешка · d1 белая ладья · g1 белый конь | f8 белый конь · h8 белая ладья · e7 чёрный король · h7 белая пешка · f6 чёрная пешка · g6 белый слон · f5 белый король · h5 чёрная пешка · b4 чёрная ладья · f4 белая пешка · a3 белый слон · c3 чёрная пешка · d3 белый ферзь · e2 чёрная пешка · d1 белая ладья · g1 белый конь | f8 белый конь · h8 белая ладья · e7 чёрный король · h7 белая пешка · f6 чёрная пешка · g6 белый слон · f5 белый король · h5 чёрная пешка · b4 чёрная ладья · f4 белая пешка · a3 белый слон · c3 чёрная пешка · d3 белый ферзь · e2 чёрная пешка · d1 белая ладья · g1 белый конь | f8 белый конь · h8 белая ладья · e7 чёрный король · h7 белая пешка · f6 чёрная пешка · g6 белый слон · f5 белый король · h5 чёрная пешка · b4 чёрная ладья · f4 белая пешка · a3 белый слон · c3 чёрная пешка · d3 белый ферзь · e2 чёрная пешка · d1 белая ладья · g1 белый конь | f8 белый конь · h8 белая ладья · e7 чёрный король · h7 белая пешка · f6 чёрная пешка · g6 белый слон · f5 белый король · h5 чёрная пешка · b4 чёрная ладья · f4 белая пешка · a3 белый слон · c3 чёрная пешка · d3 белый ферзь · e2 чёрная пешка · d1 белая ладья · g1 белый конь | f8 белый конь · h8 белая ладья · e7 чёрный король · h7 белая пешка · f6 чёрная пешка · g6 белый слон · f5 белый король · h5 чёрная пешка · b4 чёрная ладья · f4 белая пешка · a3 белый слон · c3 чёрная пешка · d3 белый ферзь · e2 чёрная пешка · d1 белая ладья · g1 белый конь | f8 белый конь · h8 белая ладья · e7 чёрный король · h7 белая пешка · f6 чёрная пешка · g6 белый слон · f5 белый король · h5 чёрная пешка · b4 чёрная ладья · f4 белая пешка · a3 белый слон · c3 чёрная пешка · d3 белый ферзь · e2 чёрная пешка · d1 белая ладья · g1 белый конь | 5 |
| 4 | f8 белый конь · h8 белая ладья · e7 чёрный король · h7 белая пешка · f6 чёрная пешка · g6 белый слон · f5 белый король · h5 чёрная пешка · b4 чёрная ладья · f4 белая пешка · a3 белый слон · c3 чёрная пешка · d3 белый ферзь · e2 чёрная пешка · d1 белая ладья · g1 белый конь | f8 белый конь · h8 белая ладья · e7 чёрный король · h7 белая пешка · f6 чёрная пешка · g6 белый слон · f5 белый король · h5 чёрная пешка · b4 чёрная ладья · f4 белая пешка · a3 белый слон · c3 чёрная пешка · d3 белый ферзь · e2 чёрная пешка · d1 белая ладья · g1 белый конь | f8 белый конь · h8 белая ладья · e7 чёрный король · h7 белая пешка · f6 чёрная пешка · g6 белый слон · f5 белый король · h5 чёрная пешка · b4 чёрная ладья · f4 белая пешка · a3 белый слон · c3 чёрная пешка · d3 белый ферзь · e2 чёрная пешка · d1 белая ладья · g1 белый конь | f8 белый конь · h8 белая ладья · e7 чёрный король · h7 белая пешка · f6 чёрная пешка · g6 белый слон · f5 белый король · h5 чёрная пешка · b4 чёрная ладья · f4 белая пешка · a3 белый слон · c3 чёрная пешка · d3 белый ферзь · e2 чёрная пешка · d1 белая ладья · g1 белый конь | f8 белый конь · h8 белая ладья · e7 чёрный король · h7 белая пешка · f6 чёрная пешка · g6 белый слон · f5 белый король · h5 чёрная пешка · b4 чёрная ладья · f4 белая пешка · a3 белый слон · c3 чёрная пешка · d3 белый ферзь · e2 чёрная пешка · d1 белая ладья · g1 белый конь | f8 белый конь · h8 белая ладья · e7 чёрный король · h7 белая пешка · f6 чёрная пешка · g6 белый слон · f5 белый король · h5 чёрная пешка · b4 чёрная ладья · f4 белая пешка · a3 белый слон · c3 чёрная пешка · d3 белый ферзь · e2 чёрная пешка · d1 белая ладья · g1 белый конь | f8 белый конь · h8 белая ладья · e7 чёрный король · h7 белая пешка · f6 чёрная пешка · g6 белый слон · f5 белый король · h5 чёрная пешка · b4 чёрная ладья · f4 белая пешка · a3 белый слон · c3 чёрная пешка · d3 белый ферзь · e2 чёрная пешка · d1 белая ладья · g1 белый конь | f8 белый конь · h8 белая ладья · e7 чёрный король · h7 белая пешка · f6 чёрная пешка · g6 белый слон · f5 белый король · h5 чёрная пешка · b4 чёрная ладья · f4 белая пешка · a3 белый слон · c3 чёрная пешка · d3 белый ферзь · e2 чёрная пешка · d1 белая ладья · g1 белый конь | 4 |
| 3 | f8 белый конь · h8 белая ладья · e7 чёрный король · h7 белая пешка · f6 чёрная пешка · g6 белый слон · f5 белый король · h5 чёрная пешка · b4 чёрная ладья · f4 белая пешка · a3 белый слон · c3 чёрная пешка · d3 белый ферзь · e2 чёрная пешка · d1 белая ладья · g1 белый конь | f8 белый конь · h8 белая ладья · e7 чёрный король · h7 белая пешка · f6 чёрная пешка · g6 белый слон · f5 белый король · h5 чёрная пешка · b4 чёрная ладья · f4 белая пешка · a3 белый слон · c3 чёрная пешка · d3 белый ферзь · e2 чёрная пешка · d1 белая ладья · g1 белый конь | f8 белый конь · h8 белая ладья · e7 чёрный король · h7 белая пешка · f6 чёрная пешка · g6 белый слон · f5 белый король · h5 чёрная пешка · b4 чёрная ладья · f4 белая пешка · a3 белый слон · c3 чёрная пешка · d3 белый ферзь · e2 чёрная пешка · d1 белая ладья · g1 белый конь | f8 белый конь · h8 белая ладья · e7 чёрный король · h7 белая пешка · f6 чёрная пешка · g6 белый слон · f5 белый король · h5 чёрная пешка · b4 чёрная ладья · f4 белая пешка · a3 белый слон · c3 чёрная пешка · d3 белый ферзь · e2 чёрная пешка · d1 белая ладья · g1 белый конь | f8 белый конь · h8 белая ладья · e7 чёрный король · h7 белая пешка · f6 чёрная пешка · g6 белый слон · f5 белый король · h5 чёрная пешка · b4 чёрная ладья · f4 белая пешка · a3 белый слон · c3 чёрная пешка · d3 белый ферзь · e2 чёрная пешка · d1 белая ладья · g1 белый конь | f8 белый конь · h8 белая ладья · e7 чёрный король · h7 белая пешка · f6 чёрная пешка · g6 белый слон · f5 белый король · h5 чёрная пешка · b4 чёрная ладья · f4 белая пешка · a3 белый слон · c3 чёрная пешка · d3 белый ферзь · e2 чёрная пешка · d1 белая ладья · g1 белый конь | f8 белый конь · h8 белая ладья · e7 чёрный король · h7 белая пешка · f6 чёрная пешка · g6 белый слон · f5 белый король · h5 чёрная пешка · b4 чёрная ладья · f4 белая пешка · a3 белый слон · c3 чёрная пешка · d3 белый ферзь · e2 чёрная пешка · d1 белая ладья · g1 белый конь | f8 белый конь · h8 белая ладья · e7 чёрный король · h7 белая пешка · f6 чёрная пешка · g6 белый слон · f5 белый король · h5 чёрная пешка · b4 чёрная ладья · f4 белая пешка · a3 белый слон · c3 чёрная пешка · d3 белый ферзь · e2 чёрная пешка · d1 белая ладья · g1 белый конь | 3 |
| 2 | f8 белый конь · h8 белая ладья · e7 чёрный король · h7 белая пешка · f6 чёрная пешка · g6 белый слон · f5 белый король · h5 чёрная пешка · b4 чёрная ладья · f4 белая пешка · a3 белый слон · c3 чёрная пешка · d3 белый ферзь · e2 чёрная пешка · d1 белая ладья · g1 белый конь | f8 белый конь · h8 белая ладья · e7 чёрный король · h7 белая пешка · f6 чёрная пешка · g6 белый слон · f5 белый король · h5 чёрная пешка · b4 чёрная ладья · f4 белая пешка · a3 белый слон · c3 чёрная пешка · d3 белый ферзь · e2 чёрная пешка · d1 белая ладья · g1 белый конь | f8 белый конь · h8 белая ладья · e7 чёрный король · h7 белая пешка · f6 чёрная пешка · g6 белый слон · f5 белый король · h5 чёрная пешка · b4 чёрная ладья · f4 белая пешка · a3 белый слон · c3 чёрная пешка · d3 белый ферзь · e2 чёрная пешка · d1 белая ладья · g1 белый конь | f8 белый конь · h8 белая ладья · e7 чёрный король · h7 белая пешка · f6 чёрная пешка · g6 белый слон · f5 белый король · h5 чёрная пешка · b4 чёрная ладья · f4 белая пешка · a3 белый слон · c3 чёрная пешка · d3 белый ферзь · e2 чёрная пешка · d1 белая ладья · g1 белый конь | f8 белый конь · h8 белая ладья · e7 чёрный король · h7 белая пешка · f6 чёрная пешка · g6 белый слон · f5 белый король · h5 чёрная пешка · b4 чёрная ладья · f4 белая пешка · a3 белый слон · c3 чёрная пешка · d3 белый ферзь · e2 чёрная пешка · d1 белая ладья · g1 белый конь | f8 белый конь · h8 белая ладья · e7 чёрный король · h7 белая пешка · f6 чёрная пешка · g6 белый слон · f5 белый король · h5 чёрная пешка · b4 чёрная ладья · f4 белая пешка · a3 белый слон · c3 чёрная пешка · d3 белый ферзь · e2 чёрная пешка · d1 белая ладья · g1 белый конь | f8 белый конь · h8 белая ладья · e7 чёрный король · h7 белая пешка · f6 чёрная пешка · g6 белый слон · f5 белый король · h5 чёрная пешка · b4 чёрная ладья · f4 белая пешка · a3 белый слон · c3 чёрная пешка · d3 белый ферзь · e2 чёрная пешка · d1 белая ладья · g1 белый конь | f8 белый конь · h8 белая ладья · e7 чёрный король · h7 белая пешка · f6 чёрная пешка · g6 белый слон · f5 белый король · h5 чёрная пешка · b4 чёрная ладья · f4 белая пешка · a3 белый слон · c3 чёрная пешка · d3 белый ферзь · e2 чёрная пешка · d1 белая ладья · g1 белый конь | 2 |
| 1 | f8 белый конь · h8 белая ладья · e7 чёрный король · h7 белая пешка · f6 чёрная пешка · g6 белый слон · f5 белый король · h5 чёрная пешка · b4 чёрная ладья · f4 белая пешка · a3 белый слон · c3 чёрная пешка · d3 белый ферзь · e2 чёрная пешка · d1 белая ладья · g1 белый конь | f8 белый конь · h8 белая ладья · e7 чёрный король · h7 белая пешка · f6 чёрная пешка · g6 белый слон · f5 белый король · h5 чёрная пешка · b4 чёрная ладья · f4 белая пешка · a3 белый слон · c3 чёрная пешка · d3 белый ферзь · e2 чёрная пешка · d1 белая ладья · g1 белый конь | f8 белый конь · h8 белая ладья · e7 чёрный король · h7 белая пешка · f6 чёрная пешка · g6 белый слон · f5 белый король · h5 чёрная пешка · b4 чёрная ладья · f4 белая пешка · a3 белый слон · c3 чёрная пешка · d3 белый ферзь · e2 чёрная пешка · d1 белая ладья · g1 белый конь | f8 белый конь · h8 белая ладья · e7 чёрный король · h7 белая пешка · f6 чёрная пешка · g6 белый слон · f5 белый король · h5 чёрная пешка · b4 чёрная ладья · f4 белая пешка · a3 белый слон · c3 чёрная пешка · d3 белый ферзь · e2 чёрная пешка · d1 белая ладья · g1 белый конь | f8 белый конь · h8 белая ладья · e7 чёрный король · h7 белая пешка · f6 чёрная пешка · g6 белый слон · f5 белый король · h5 чёрная пешка · b4 чёрная ладья · f4 белая пешка · a3 белый слон · c3 чёрная пешка · d3 белый ферзь · e2 чёрная пешка · d1 белая ладья · g1 белый конь | f8 белый конь · h8 белая ладья · e7 чёрный король · h7 белая пешка · f6 чёрная пешка · g6 белый слон · f5 белый король · h5 чёрная пешка · b4 чёрная ладья · f4 белая пешка · a3 белый слон · c3 чёрная пешка · d3 белый ферзь · e2 чёрная пешка · d1 белая ладья · g1 белый конь | f8 белый конь · h8 белая ладья · e7 чёрный король · h7 белая пешка · f6 чёрная пешка · g6 белый слон · f5 белый король · h5 чёрная пешка · b4 чёрная ладья · f4 белая пешка · a3 белый слон · c3 чёрная пешка · d3 белый ферзь · e2 чёрная пешка · d1 белая ладья · g1 белый конь | f8 белый конь · h8 белая ладья · e7 чёрный король · h7 белая пешка · f6 чёрная пешка · g6 белый слон · f5 белый король · h5 чёрная пешка · b4 чёрная ладья · f4 белая пешка · a3 белый слон · c3 чёрная пешка · d3 белый ферзь · e2 чёрная пешка · d1 белая ладья · g1 белый конь | 1 |
|   | a | b | c | d | e | f | g | h |   |

Обратный мат в 2 хода.

В иллюзорной игре у чёрных есть выбор самых длинных ходов — по диагонали пешкой e2:

1...edФ 2.С:h5! Ф:h5# (самый длинный ход ферзя),

1...edЛ 2.Фd5 Л:d5#, (самый длинный ход ладьи),

1...edС 2.Фc2 (не допуская 2...Сa4) 2...Сg4#,

1...edК 2.Фe3+ К:e3#.

Решение — 1.Лf1! и теперь у чёрных выбор взятия на f1:

1...efФ 2.Фb5! Ф:b5# (самый длинный ход ферзя),

1...efЛ 2.Фd1! (не допуская уход ладьи влево) 2...Л:f4#,

1...efС 2.Кf3! С:d3(Сh3)# (оба хода чёрных ведут к мату),

1...efК 2.Фe3+ К:e3#

Ложные следы: 1.Лg8? edФ!, 1.Ф:c3? edЛ!, 1.Фf3? edС! и 1.Фd5? edК!

|   | a | b | c | d | e | f | g | h |   |
| - | --- | --- | --- | --- | --- | --- | --- | --- | - |
| 8 | b7 белый король · c7 чёрная пешка · f7 чёрная пешка · g7 чёрная пешка · h5 чёрный ферзь · d4 белая ладья · g3 чёрный конь · g2 чёрный конь · g1 чёрный король | b7 белый король · c7 чёрная пешка · f7 чёрная пешка · g7 чёрная пешка · h5 чёрный ферзь · d4 белая ладья · g3 чёрный конь · g2 чёрный конь · g1 чёрный король | b7 белый король · c7 чёрная пешка · f7 чёрная пешка · g7 чёрная пешка · h5 чёрный ферзь · d4 белая ладья · g3 чёрный конь · g2 чёрный конь · g1 чёрный король | b7 белый король · c7 чёрная пешка · f7 чёрная пешка · g7 чёрная пешка · h5 чёрный ферзь · d4 белая ладья · g3 чёрный конь · g2 чёрный конь · g1 чёрный король | b7 белый король · c7 чёрная пешка · f7 чёрная пешка · g7 чёрная пешка · h5 чёрный ферзь · d4 белая ладья · g3 чёрный конь · g2 чёрный конь · g1 чёрный король | b7 белый король · c7 чёрная пешка · f7 чёрная пешка · g7 чёрная пешка · h5 чёрный ферзь · d4 белая ладья · g3 чёрный конь · g2 чёрный конь · g1 чёрный король | b7 белый король · c7 чёрная пешка · f7 чёрная пешка · g7 чёрная пешка · h5 чёрный ферзь · d4 белая ладья · g3 чёрный конь · g2 чёрный конь · g1 чёрный король | b7 белый король · c7 чёрная пешка · f7 чёрная пешка · g7 чёрная пешка · h5 чёрный ферзь · d4 белая ладья · g3 чёрный конь · g2 чёрный конь · g1 чёрный король | 8 |
| 7 | b7 белый король · c7 чёрная пешка · f7 чёрная пешка · g7 чёрная пешка · h5 чёрный ферзь · d4 белая ладья · g3 чёрный конь · g2 чёрный конь · g1 чёрный король | b7 белый король · c7 чёрная пешка · f7 чёрная пешка · g7 чёрная пешка · h5 чёрный ферзь · d4 белая ладья · g3 чёрный конь · g2 чёрный конь · g1 чёрный король | b7 белый король · c7 чёрная пешка · f7 чёрная пешка · g7 чёрная пешка · h5 чёрный ферзь · d4 белая ладья · g3 чёрный конь · g2 чёрный конь · g1 чёрный король | b7 белый король · c7 чёрная пешка · f7 чёрная пешка · g7 чёрная пешка · h5 чёрный ферзь · d4 белая ладья · g3 чёрный конь · g2 чёрный конь · g1 чёрный король | b7 белый король · c7 чёрная пешка · f7 чёрная пешка · g7 чёрная пешка · h5 чёрный ферзь · d4 белая ладья · g3 чёрный конь · g2 чёрный конь · g1 чёрный король | b7 белый король · c7 чёрная пешка · f7 чёрная пешка · g7 чёрная пешка · h5 чёрный ферзь · d4 белая ладья · g3 чёрный конь · g2 чёрный конь · g1 чёрный король | b7 белый король · c7 чёрная пешка · f7 чёрная пешка · g7 чёрная пешка · h5 чёрный ферзь · d4 белая ладья · g3 чёрный конь · g2 чёрный конь · g1 чёрный король | b7 белый король · c7 чёрная пешка · f7 чёрная пешка · g7 чёрная пешка · h5 чёрный ферзь · d4 белая ладья · g3 чёрный конь · g2 чёрный конь · g1 чёрный король | 7 |
| 6 | b7 белый король · c7 чёрная пешка · f7 чёрная пешка · g7 чёрная пешка · h5 чёрный ферзь · d4 белая ладья · g3 чёрный конь · g2 чёрный конь · g1 чёрный король | b7 белый король · c7 чёрная пешка · f7 чёрная пешка · g7 чёрная пешка · h5 чёрный ферзь · d4 белая ладья · g3 чёрный конь · g2 чёрный конь · g1 чёрный король | b7 белый король · c7 чёрная пешка · f7 чёрная пешка · g7 чёрная пешка · h5 чёрный ферзь · d4 белая ладья · g3 чёрный конь · g2 чёрный конь · g1 чёрный король | b7 белый король · c7 чёрная пешка · f7 чёрная пешка · g7 чёрная пешка · h5 чёрный ферзь · d4 белая ладья · g3 чёрный конь · g2 чёрный конь · g1 чёрный король | b7 белый король · c7 чёрная пешка · f7 чёрная пешка · g7 чёрная пешка · h5 чёрный ферзь · d4 белая ладья · g3 чёрный конь · g2 чёрный конь · g1 чёрный король | b7 белый король · c7 чёрная пешка · f7 чёрная пешка · g7 чёрная пешка · h5 чёрный ферзь · d4 белая ладья · g3 чёрный конь · g2 чёрный конь · g1 чёрный король | b7 белый король · c7 чёрная пешка · f7 чёрная пешка · g7 чёрная пешка · h5 чёрный ферзь · d4 белая ладья · g3 чёрный конь · g2 чёрный конь · g1 чёрный король | b7 белый король · c7 чёрная пешка · f7 чёрная пешка · g7 чёрная пешка · h5 чёрный ферзь · d4 белая ладья · g3 чёрный конь · g2 чёрный конь · g1 чёрный король | 6 |
| 5 | b7 белый король · c7 чёрная пешка · f7 чёрная пешка · g7 чёрная пешка · h5 чёрный ферзь · d4 белая ладья · g3 чёрный конь · g2 чёрный конь · g1 чёрный король | b7 белый король · c7 чёрная пешка · f7 чёрная пешка · g7 чёрная пешка · h5 чёрный ферзь · d4 белая ладья · g3 чёрный конь · g2 чёрный конь · g1 чёрный король | b7 белый король · c7 чёрная пешка · f7 чёрная пешка · g7 чёрная пешка · h5 чёрный ферзь · d4 белая ладья · g3 чёрный конь · g2 чёрный конь · g1 чёрный король | b7 белый король · c7 чёрная пешка · f7 чёрная пешка · g7 чёрная пешка · h5 чёрный ферзь · d4 белая ладья · g3 чёрный конь · g2 чёрный конь · g1 чёрный король | b7 белый король · c7 чёрная пешка · f7 чёрная пешка · g7 чёрная пешка · h5 чёрный ферзь · d4 белая ладья · g3 чёрный конь · g2 чёрный конь · g1 чёрный король | b7 белый король · c7 чёрная пешка · f7 чёрная пешка · g7 чёрная пешка · h5 чёрный ферзь · d4 белая ладья · g3 чёрный конь · g2 чёрный конь · g1 чёрный король | b7 белый король · c7 чёрная пешка · f7 чёрная пешка · g7 чёрная пешка · h5 чёрный ферзь · d4 белая ладья · g3 чёрный конь · g2 чёрный конь · g1 чёрный король | b7 белый король · c7 чёрная пешка · f7 чёрная пешка · g7 чёрная пешка · h5 чёрный ферзь · d4 белая ладья · g3 чёрный конь · g2 чёрный конь · g1 чёрный король | 5 |
| 4 | b7 белый король · c7 чёрная пешка · f7 чёрная пешка · g7 чёрная пешка · h5 чёрный ферзь · d4 белая ладья · g3 чёрный конь · g2 чёрный конь · g1 чёрный король | b7 белый король · c7 чёрная пешка · f7 чёрная пешка · g7 чёрная пешка · h5 чёрный ферзь · d4 белая ладья · g3 чёрный конь · g2 чёрный конь · g1 чёрный король | b7 белый король · c7 чёрная пешка · f7 чёрная пешка · g7 чёрная пешка · h5 чёрный ферзь · d4 белая ладья · g3 чёрный конь · g2 чёрный конь · g1 чёрный король | b7 белый король · c7 чёрная пешка · f7 чёрная пешка · g7 чёрная пешка · h5 чёрный ферзь · d4 белая ладья · g3 чёрный конь · g2 чёрный конь · g1 чёрный король | b7 белый король · c7 чёрная пешка · f7 чёрная пешка · g7 чёрная пешка · h5 чёрный ферзь · d4 белая ладья · g3 чёрный конь · g2 чёрный конь · g1 чёрный король | b7 белый король · c7 чёрная пешка · f7 чёрная пешка · g7 чёрная пешка · h5 чёрный ферзь · d4 белая ладья · g3 чёрный конь · g2 чёрный конь · g1 чёрный король | b7 белый король · c7 чёрная пешка · f7 чёрная пешка · g7 чёрная пешка · h5 чёрный ферзь · d4 белая ладья · g3 чёрный конь · g2 чёрный конь · g1 чёрный король | b7 белый король · c7 чёрная пешка · f7 чёрная пешка · g7 чёрная пешка · h5 чёрный ферзь · d4 белая ладья · g3 чёрный конь · g2 чёрный конь · g1 чёрный король | 4 |
| 3 | b7 белый король · c7 чёрная пешка · f7 чёрная пешка · g7 чёрная пешка · h5 чёрный ферзь · d4 белая ладья · g3 чёрный конь · g2 чёрный конь · g1 чёрный король | b7 белый король · c7 чёрная пешка · f7 чёрная пешка · g7 чёрная пешка · h5 чёрный ферзь · d4 белая ладья · g3 чёрный конь · g2 чёрный конь · g1 чёрный король | b7 белый король · c7 чёрная пешка · f7 чёрная пешка · g7 чёрная пешка · h5 чёрный ферзь · d4 белая ладья · g3 чёрный конь · g2 чёрный конь · g1 чёрный король | b7 белый король · c7 чёрная пешка · f7 чёрная пешка · g7 чёрная пешка · h5 чёрный ферзь · d4 белая ладья · g3 чёрный конь · g2 чёрный конь · g1 чёрный король | b7 белый король · c7 чёрная пешка · f7 чёрная пешка · g7 чёрная пешка · h5 чёрный ферзь · d4 белая ладья · g3 чёрный конь · g2 чёрный конь · g1 чёрный король | b7 белый король · c7 чёрная пешка · f7 чёрная пешка · g7 чёрная пешка · h5 чёрный ферзь · d4 белая ладья · g3 чёрный конь · g2 чёрный конь · g1 чёрный король | b7 белый король · c7 чёрная пешка · f7 чёрная пешка · g7 чёрная пешка · h5 чёрный ферзь · d4 белая ладья · g3 чёрный конь · g2 чёрный конь · g1 чёрный король | b7 белый король · c7 чёрная пешка · f7 чёрная пешка · g7 чёрная пешка · h5 чёрный ферзь · d4 белая ладья · g3 чёрный конь · g2 чёрный конь · g1 чёрный король | 3 |
| 2 | b7 белый король · c7 чёрная пешка · f7 чёрная пешка · g7 чёрная пешка · h5 чёрный ферзь · d4 белая ладья · g3 чёрный конь · g2 чёрный конь · g1 чёрный король | b7 белый король · c7 чёрная пешка · f7 чёрная пешка · g7 чёрная пешка · h5 чёрный ферзь · d4 белая ладья · g3 чёрный конь · g2 чёрный конь · g1 чёрный король | b7 белый король · c7 чёрная пешка · f7 чёрная пешка · g7 чёрная пешка · h5 чёрный ферзь · d4 белая ладья · g3 чёрный конь · g2 чёрный конь · g1 чёрный король | b7 белый король · c7 чёрная пешка · f7 чёрная пешка · g7 чёрная пешка · h5 чёрный ферзь · d4 белая ладья · g3 чёрный конь · g2 чёрный конь · g1 чёрный король | b7 белый король · c7 чёрная пешка · f7 чёрная пешка · g7 чёрная пешка · h5 чёрный ферзь · d4 белая ладья · g3 чёрный конь · g2 чёрный конь · g1 чёрный король | b7 белый король · c7 чёрная пешка · f7 чёрная пешка · g7 чёрная пешка · h5 чёрный ферзь · d4 белая ладья · g3 чёрный конь · g2 чёрный конь · g1 чёрный король | b7 белый король · c7 чёрная пешка · f7 чёрная пешка · g7 чёрная пешка · h5 чёрный ферзь · d4 белая ладья · g3 чёрный конь · g2 чёрный конь · g1 чёрный король | b7 белый король · c7 чёрная пешка · f7 чёрная пешка · g7 чёрная пешка · h5 чёрный ферзь · d4 белая ладья · g3 чёрный конь · g2 чёрный конь · g1 чёрный король | 2 |
| 1 | b7 белый король · c7 чёрная пешка · f7 чёрная пешка · g7 чёрная пешка · h5 чёрный ферзь · d4 белая ладья · g3 чёрный конь · g2 чёрный конь · g1 чёрный король | b7 белый король · c7 чёрная пешка · f7 чёрная пешка · g7 чёрная пешка · h5 чёрный ферзь · d4 белая ладья · g3 чёрный конь · g2 чёрный конь · g1 чёрный король | b7 белый король · c7 чёрная пешка · f7 чёрная пешка · g7 чёрная пешка · h5 чёрный ферзь · d4 белая ладья · g3 чёрный конь · g2 чёрный конь · g1 чёрный король | b7 белый король · c7 чёрная пешка · f7 чёрная пешка · g7 чёрная пешка · h5 чёрный ферзь · d4 белая ладья · g3 чёрный конь · g2 чёрный конь · g1 чёрный король | b7 белый король · c7 чёрная пешка · f7 чёрная пешка · g7 чёрная пешка · h5 чёрный ферзь · d4 белая ладья · g3 чёрный конь · g2 чёрный конь · g1 чёрный король | b7 белый король · c7 чёрная пешка · f7 чёрная пешка · g7 чёрная пешка · h5 чёрный ферзь · d4 белая ладья · g3 чёрный конь · g2 чёрный конь · g1 чёрный король | b7 белый король · c7 чёрная пешка · f7 чёрная пешка · g7 чёрная пешка · h5 чёрный ферзь · d4 белая ладья · g3 чёрный конь · g2 чёрный конь · g1 чёрный король | b7 белый король · c7 чёрная пешка · f7 чёрная пешка · g7 чёрная пешка · h5 чёрный ферзь · d4 белая ладья · g3 чёрный конь · g2 чёрный конь · g1 чёрный король | 1 |
|   | a | b | c | d | e | f | g | h |   |

Обратный мат в 8 ходов:

1.Крc6 Фa5 2.Лd5 Фe1 3.Крc5 Фe8 4.Лe5 Фa4 5.Крd5 Фh4 6.Лe4 Фd8+ 7.Крe5 Фd1 8.Лd4 Фh5#

Занятные узоры выписывают чёрный ферзь и белая ладья, в итоге возвращаясь на свои исходные места.